# Modedesign

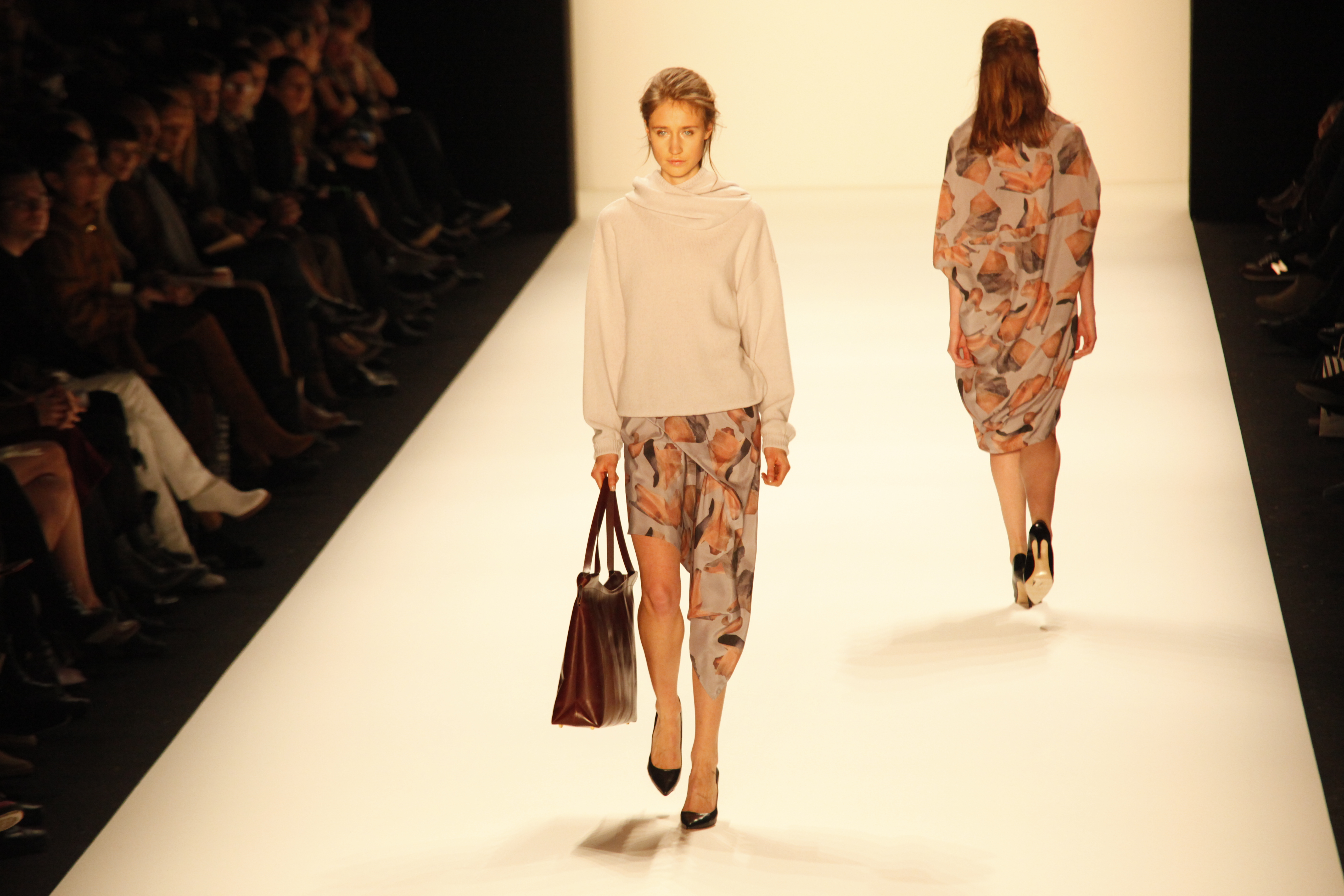
Präsentation von Modedesign auf der Berlin Fashion Week, 2013

Modedesign ist die Bezeichnung eines Studienfachs, das Entwurf, Gestaltung und das Zeichnen von Mode wie Kleidermode, Schuhe und Accessoires umfasst. Dies kann mit herkömmlichen Zeichenwerkzeugen erfolgen, wird jedoch zunehmend mit Hilfe von Software durchgeführt, die ab dem Entwurfsstadium hilft, die Modelle und Schnitte zu zeichnen und einen Größensatz zu errechnen (Gradierung). Neben Aktzeichnen, schematischer Darstellung und Modeillustration mit und ohne für Modedesign relevante Computerprogramme sind die industrielle Fertigungstechnik, Materialkunde, Schnittkonstruktion mit herkömmlichen Zeichenwerkzeugen und mit Hilfe von Software, Kunstgeschichte, Modegeschichte und Marketing ebenfalls Teil der Ausbildung.
Modedesigner, Entwurfs-Direktrice, Modellmacher und Modeschöpfer waren bzw. sind geläufige, jedoch rechtlich nicht geschützte Bezeichnungen. Nach dem erfolgreichen Abschluss einer Ausbildung oder eines Studiums an einer staatlichen oder staatlich anerkannten Berufsfach- oder Hochschule kann der Berufsbezeichnung der erlangte Abschlussgrad hinzugefügt werden, etwa Dipl. Modedesigner, Modedesigner Bachelor of Arts (BA), Modedesigner Master of Arts (MA), Geprüfter Modedesigner, Staatlich geprüfter Modedesigner, Staatlich geprüfter Designer (Mode). Von privaten Unternehmern werden daneben Studiengänge und Ausbildungen angeboten, deren Abschlüsse nicht staatlich anerkannt sind; zum Studien- oder Ausbildungsende verliehene Titel haben dementsprechend ebenfalls keine anerkannte Bedeutung.
Modedesign wird als Studiengang oder Studienschwerpunkt eines Designstudiums an einer Universität, mehreren Kunsthochschulen, Hochschulen, Fachhochschulen und Berufsfachschulen sowie an privaten Ersatz- und Ergänzungsschulen angeboten. Für Studium oder Ausbildung stehen etwa 78 staatliche und private Bildungseinrichtungen zur Wahl. Zur Aufnahme werden meist künstlerische Arbeitsproben verlangt.
Die Regelstudienzeit an Universitäten, Kunsthochschulen, Hochschulen und Fachhochschulen beträgt meist sechs bis acht Semester für einen Bachelor-of-Arts-Abschluss und insgesamt zehn Semester bis zum Master-of-Arts-Abschluss.

## Geschichte

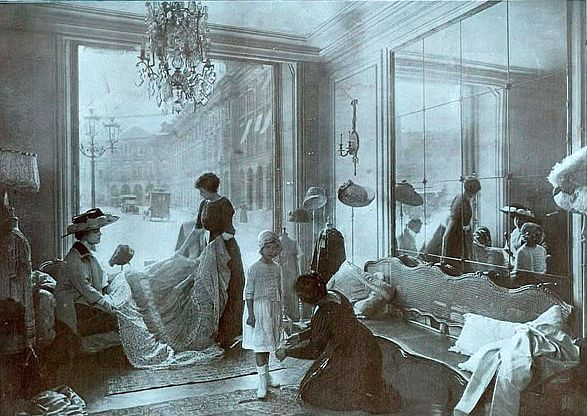
Im Modesalon von Louise Chéruit (1866–1955), eine der ersten, zudem prominenten Modeschöpferinnen. Sie fand Erwähnung bei Marcel Proust und Evelyn Waugh.

Die wohl erste Person, auf die der Begriff Modeschöpfer im heutigen Sinne zutraf, war Charles Frederick Worth (1825–1895), der als Begründer der Haute Couture gilt. Bevor er sein Modehaus („maison couture“) in Paris gründete, waren es meist namenlose Schneider und Schneiderinnen, die Kleidung entwarfen und herstellten. Nur wenige der Modeschaffenden aus der Zeit vor Worth schafften es, sich einen Namen zu machen, der in Erinnerung blieb. Eine dieser Ausnahmen war Rose Bertin, die Modistin der französischen Königin Marie-Antoinette, die sich jedoch selbst mehr als Künstlerin denn als Schneiderin verstand. Seit der Zeit des Ancien Régime wurden von angesehenen Schneidern Puppen („mannequins“) mit Modellen der Pariser Mode in die Provinzen Frankreichs, seine Kolonien und das Ausland versandt, um dort kopiert zu werden. 
Worth erreichte erstmals, dass Kunden einen Stil mit einem Modeschöpfer und seinem Namen verknüpften, und begründete die Tradition, Kollektionen mit Hilfe lebender Mannequins im Ladenlokal oder Salon des Modeschöpfers selbst vorzustellen. Nach Worth blieb Paul Poiret diesem Konzept treu und beeinflusste die Alltagsmode durch seine Haute Couture. Poiret war es, der z. B. begann das Korsett aus der Damenmode zu entfernen. Spätere Modeschöpfer in der Tradition Poirets und Worths waren Jean Patou, Madeleine Vionnet, Mariano Fortuny, Jeanne Lanvin, Coco Chanel, Elsa Schiaparelli, Cristóbal Balenciaga, Christian Dior und Yves Saint Laurent.
Der Einfluss der Haute Couture ging in den 1960er Jahren zurück. Unter dem Einfluss von öffentlichen Persönlichkeiten wie Marilyn Monroe, Audrey Hepburn und Jacqueline Kennedy sowie Modemannequins wie Twiggy, deren Fotos weltweit vermarktet und die somit zu Ikonen ihrer Epoche wurden, sowie als Folge der erstarkenden klassen- und geschlechtsbezogenen Emanzipationsbewegungen war Mode immer weniger von Haute Couture beeinflusst. Modemarken (siehe Markenartikel) begannen nicht nur Kleidungsstücke zu produzieren, sondern Images und Modestile zu erfinden, die einzelne Zielgruppen oder Subkulturen ansprechen. So schuf beispielsweise Vivienne Westwood eine Mode, die in Wechselbeziehung zum Punk stand. Hieraus entwickelte sich in den 1980er Jahren die Bewegung der Off-Mode, in der junge Avantgardisten der Mode, Musik und Kunst gemeinsam und in Wechselwirkung den Zeitgeschmack formten. Dieser Trend begann als Anti-Schick mit der Betonung des Individuellen, wurde jedoch schnell zu einem breiteren gesellschaftlichen Phänomen, das auf „Off-Line“-Modemessen vermarktet wurde. 

### Haute Couture und Prêt-à-porter

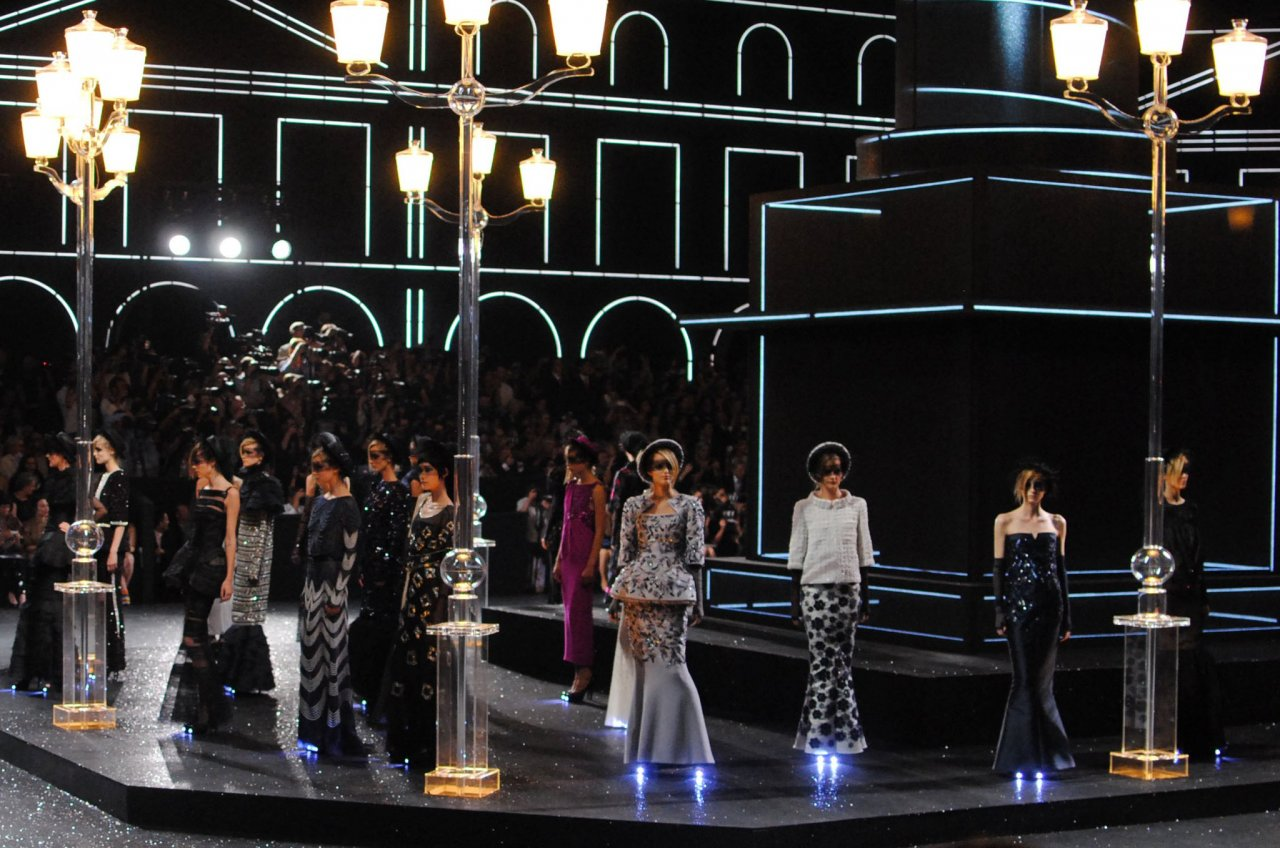
Chanel Haute Couture Herbst/Winter 2011

Das heutige Modedesign umfasst Haute Couture, Prêt-à-porter und Konfektion. Nur wenige Maßschneider für Damenmode sind vom Pariser Modeverband Fédération de la Haute Couture et de la Mode (bis 2017 Chambre Syndicale de la Haute Couture) unter Einhaltung bestimmter Kriterien offiziell berechtigt, ihre aus hochwertigen Materialien in Handarbeit geschneiderten Kreationen als Haute Couture zu bezeichnen. Mindestens zweimal jährlich muss eine Kollektion gezeigt werden, bei der mindestens 35 verschiedene Modelle vorgestellt werden. Die Mehrheit der Kunden kommt aus den wohlhabenden Bevölkerungsschichten im In- und Ausland. 
Seit den 1950er Jahren setzte sich Prêt-à-porter durch. Die „Kleider von der Stange“ werden von Firmen für jeweils eine bestimmte Zielgruppe oder den Massengeschmack in einer von der Firma selbst festgelegten Größenreihe produziert und meist in (teils eigenen) Ladenketten und ausgewählten Kaufhäusern an den Endverbraucher verkauft. Eine feinere Unterteilung unterscheidet dabei zwischen Designer-Kollektionen und Konfektion (auch wenn dieser Begriff im deutschen Sprachraum oft als Synonym von Prêt-à-porter verwendet wird). Designerkollektionen zeichnen sich dieser Unterscheidung nach gegenüber Konfektionsware in der Regel durch eine höhere Qualität von Material und/oder Schnitt und oft auch durch eine absichtsvoll gering gehaltene Stückzahl aus. Heutzutage haben Designerkollektionen mehr Einfluss auf die Alltagsmode als die Haute Couture. Designerkollektionen des Prêt-à-porter werden dennoch ähnlich wie diese aufwendig und effektvoll auf Modenschauen präsentiert. In den meisten Läden und Online-Shops wird dagegen fast ausschließlich Konfektionsware angeboten.

### Kooperationen
Karl Lagerfeld erregte 2004 Aufsehen mit seiner bis dahin ungewöhnlichen Zusammenarbeit mit einem Billighersteller, dem schwedischen Modefilialisten H&M, für den er eine kostengünstige Kollektion aus 20 Artikeln für Damen und zehn für Herren entwarf. Er war der erste Design-Kooperationspartner von H&M, ihm folgten Stella McCartney (2005), Viktor & Rolf (2006), Roberto Cavalli (2007), Comme des Garçons (2008), Matthew Williamson (2009), Jimmy Choo (2009), Lanvin (2010), Versace (2011), Marni (2012) u. a. Auch andere Firmen kooperieren seither mit Couturiers und bekannten Designern.

## Deutschland

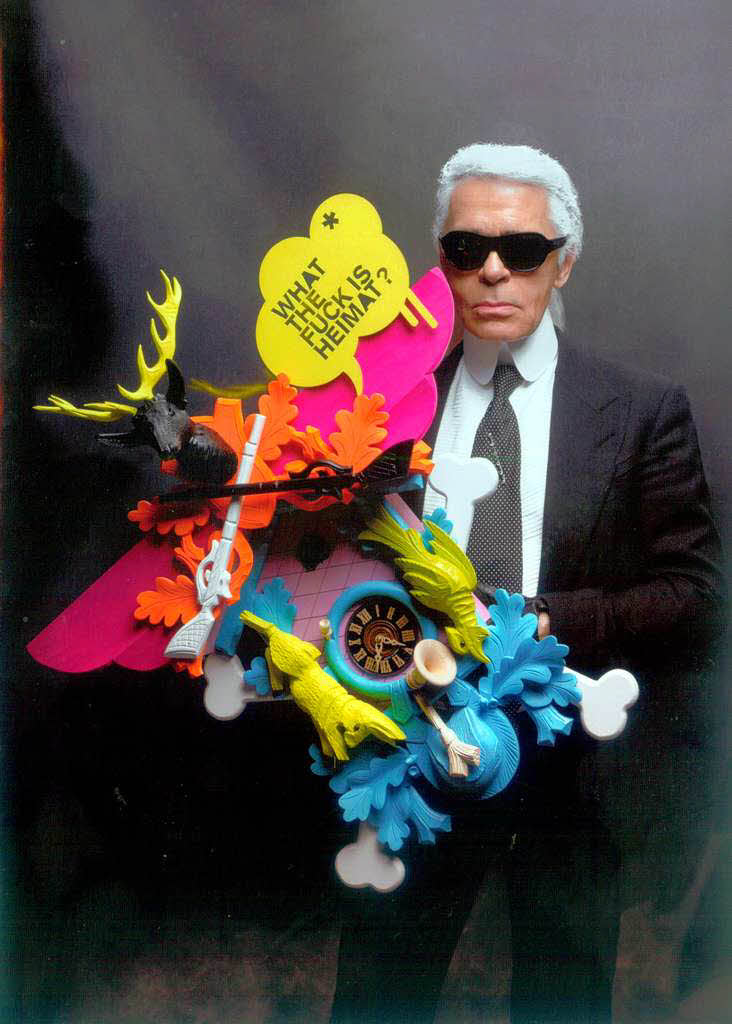
Karl Lagerfeld († 2019), einer der renommiertesten Modedesigner. Seit 1984 war er unter anderem Chefdesigner bei Chanel.

Deutsche Mode ist für ihre eleganten Linien bekannt, aber auch für unkonventionelles junges Design und eine große Variation verschiedener Stilrichtungen. Berlin gilt als junges und kreatives Zentrum in der europäischen Modeszene. Zweimal im Jahr findet die Berlin Fashion Week statt. Von 2009 bis 2015 wurde in Berlin die Leitmesse Bread & Butter für die Urban Streetwear und Alltagsmode veranstaltet.
Hingegen ist Düsseldorf – durch den Wegfall der Igedo mit abnehmender Tendenz – der deutsche Modehandelsplatz mit dem größten Umsatz. Es war jahrzehntelang Schauplatz der größten Modemesse der Welt, der von der Igedo veranstalteten Collections Premiere Düsseldorf (CPD). 
Weitere wichtige Modezentren sind München, wo sich auch die Deutsche Meisterschule für Mode befindet, Hamburg und Köln. Auch kleinere Städte sind als Standorte großer Marken Zentren für Gestaltung und Produktion, etwa Herford, Metzingen, Herzogenaurach, Schorndorf, Rottendorf, Chemnitz, Albstadt und Detmold.
Designer
Berühmte deutsche Modedesigner sind Karl Lagerfeld, Wolfgang Joop, Jil Sander, Uli Richter, Heinz Oestergaard, Heinz Schulze, Renate Günthert, Michael Michalsky, Tomas Maier, Guido Maria Kretschmer, Sibilla Pavenstedt, Rudolph Moshammer, Philipp Plein, Jette Joop, Dorothee Schumacher, Patrick Mohr, Dawid Tomaszewski, Anna von Griesheim, Willy Bogner, Anja Gockel, Harald Glööckler. Bekannte Textilunternehmer, deren Firmen heute internationale Modekonzerne sind, sind unter anderem Hugo Ferdinand Boss, Rudolf Dassler, Adolf Dassler und Wolfgang Grupp.
Marken
Zu den bekannten Modemarken aus Deutschland gehören und gehörten unter anderem Hugo Boss, Strenesse, Windsor, Bogner, Escada, Etienne Aigner, Joop!, Philipp Plein, MCM, Talbot Runhof, Baldessarini, Seidensticker, Eterna, Hallhuber, Kaviar Gauche, Roy Robson, Closed, Valisere, Lascana, Lala Berlin, Ulla Popken, Roeckl, Buffalo Boots, Rohde, Peter Hahn, Marc O’Polo, Tom Tailor, s.Oliver, Gerry Weber, Esprit, Wunderkind, Bruno Banani, Triumph und Schiesser. Bekannte deutsche Outdoor- und Sportartikelhersteller mit eigener Modesparte sind etwa adidas, PUMA, Chiemsee, Reusch und Jack Wolfskin. Daneben gibt es Modekonzerne mit bekannten Submarken wie die Ahlers AG, den zweitgrößten Männermode-Hersteller Europas. Darüber hinaus führen einzelne deutsche Filialisten ihre eigenen Modemarken: Zalando, Orsay, Zero, P&C und Breuninger.
Models
Es gibt zudem eine Reihe von Models, die es zu internationalem Ruhm gebracht haben, u. a. die „Supermodels“ der 1990er Jahre Claudia Schiffer, Heidi Klum, Tatjana Patitz, Manon von Gerkan und Nadja Auermann. Weitere weltweit gefragte Models waren und sind Diane Kruger, Eva Padberg, Toni Garrn, Julia Stegner, Rebecca Mir, Birte Glang, Amelie Klever, Nico, Eveline Hall, Uschi Obermaier, Nastassja Kinski, Antonia Wesseloh, Vanessa Hegelmaier, Hana Nitsche, Lena Gercke, Sara Nuru, Barbara Meier, Claudia Ciesla, Lorena Rae, Aslı Bayram, Shermine Shahrivar, Evelyn Sharma, Jennifer Hof, Jana Beller, Luisa Hartema, Lovelyn Enebechi, Stefanie Giesinger, Vanessa Fuchs, Kim Hnizdo, Céline Bethmann, Toni Dreher-Adenuga, Simone Kowalski, Jacqueline Wruck, Alex Mariah Peter, Vivien Blotzki und Lea Oude Engberink, sowie die männlichen Models Nico Schwanz, Lars Burmeister und Jermaine Kokoú Kothé.
Zu den global bedeutendsten Modelagenturen gehört Louisa Models (München, Hamburg). Die Ausbildung von Modedesignern in Deutschland erfolgt an verschiedenen Universitäten, Hochschulen und Berufsfachschulen.